# Faggeta di Montejo

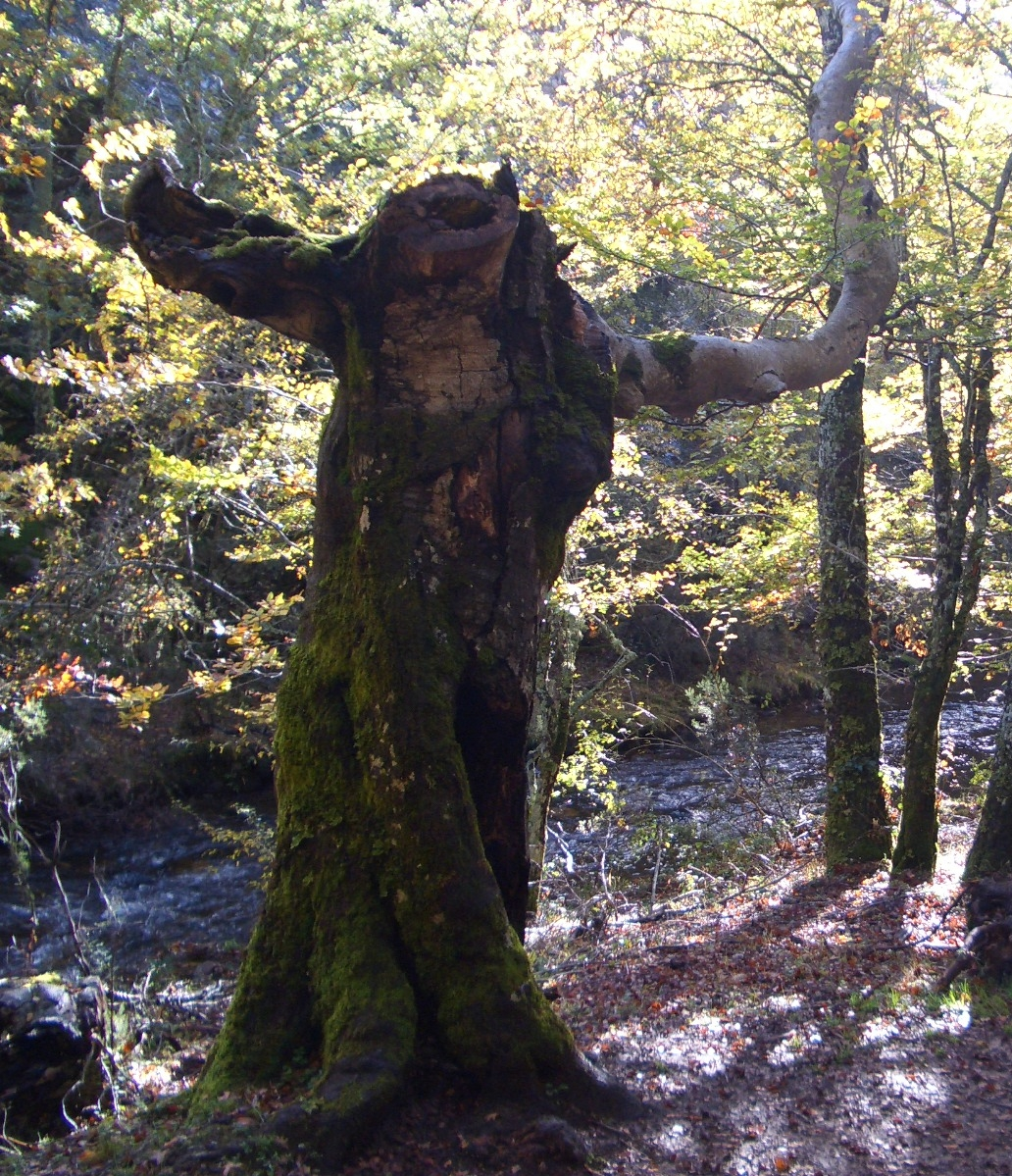
Uno dei faggi più antichi

La faggeta di Montejo (in spagnolo Hayedo de Montejo) è un bosco di faggi di 250 ettari situato alle pendici della Sierra de Ayllón ed appartenente al comune di Montejo de la Sierra (Comunità di Madrid, Spagna), nella parte settentrionale della provincia, sul confine con la provincia di Guadalajara ed il fiume Jarama. Fu dichiarato Sito Naturale di Interesse Nazionale nel 1974, per essere una delle faggete più meridionali d'Europa. Il microclima esistente nella zona dovuto alla captazione di umidità proveniente dalle masse d'aria che non sischiantano contro le montagne, e il fatto che il versante della collina rimanga all'ombra, hanno reso possibile la conservazione della faggeta, che arrivava fino all'Europa centrale, esistente a Montejo dall'epoca postglaciale. La faggeta rappresenta uno dei pochi resti in Spagna della vegetazione di latifoglie centroeuropea. È una delle più studiate della Penisola Iberica, e la grande affluenza di visitatori hanno fatto sì che le visite siano regolate.

## Territorio
Popolarmente si dice che sia la faggeta più meridionale di tutta Europa, in realtà vi sono faggete situate più a sud in altre zone della Spagna e di altri paesi europei. Nella casetta del centro visite della faggeta di Montejo c'è una mappa che ne indica la posizione (latitudine 41° 6' N) e di altre faggete, e anche le guide della faggeta spiegano l'errore comune ai visitatori. In Spagna la faggeta più meridionale è la "fageda del Retaule" (faggeta del Retablo), compresa tra le province di Tarragona e Castellón, alla latitudine di 40° 41' N. La faggeta più meridionale d'Europa e del mondo si trova in Sicilia, sul versante sud dell'Etna, a 37° 41' 45" N.
La faggeta di Montejo si situa all'interno del Sito di interesse comunitario dell'Alto Lozoya e della Riserva della biosfera della Sierra del Rincón.

## Flora
Tra i suoi faggi di più di 20 metri d'altezza, si possono trovare anche querce, ciliegi selvatici, noccioli, betulle, querce melojo, agrifogli, eriche e sorbi, anche se in proporzione molto minore. Alcuni faggi hanno un nome proprio (il Primo, il faggio del Trono, il faggio dell'Ancora, ...); il faggio della Roccia è il più ammirato avendo più di 250 anni. L'accesso alla faggeta è regolamentato; è necessario ottenere un permesso gratuito presso l'ufficio della Comunità di Madrid situato a Montejo de la Sierra e le visite sono guidate.

## Fauna
La fauna esistente non è quella tipica delle faggete, per via dell'estensione ridotta; è possibile trovare specie come il capriolo, il cinghiale, la volpe, il tasso, la nutria, la faina, il gatto selvatico, il fagiano, l'astore, l'aquila pennata, l'allocco, il picchio rosso maggiore, il picchio nero, il merlo acquaiolo ed uccelli passeriformi (cinciallegra, cinciarella, ghiandaia, picchio muratore, rampichino comune...).